# Mała Antoniwka
Mała Antoniwka (ukr. Мала Антонівка) – wieś na Ukrainie, w obwodzie kijowskim, w rejonie białocerkiewskim, w hromadzie Uzyn. W 2001 liczyła 616 mieszkańców, spośród których 601 wskazało jako ojczysty język ukraiński, 14 rosyjski, a 1 osoba się nie zadeklarowała.